# Ensinger Mineral-Heilquellen
Die Ensinger Mineral-Heilquellen GmbH  ist ein in Ensingen ansässiges Unternehmen für die Produktion und den Vertrieb von Mineralwasser. Das Unternehmen befindet sich in Familienbesitz der Familie Fritz.

## Geschichte
1948 beginnend suchte die Gemeinde Ensingen nach Wasser für die öffentliche Wasserversorgung. Das durch Bohrungen am Fuße des Eselsbergs gefundene Wasser war mit 110 Grad deutscher Härte zu hart, um als Trinkwasser genutzt werden zu können. Im Jahre 1952 kaufte Wilhelm Fritz Senior, ein ortsansässiger ehemaliger Getränkehändler, dessen Geschäft im Zweiten Weltkrieg durch Luftangriffe zerstört worden war, die Bohrlöcher und legte mit der Gründung von Ensinger Sprudel den Grundstein für die Entwicklung der Ensinger Mineral-Heilquellen GmbH. Das Mineralwasser aus den Ensinger Brunnen wurde zunächst als Heilwasser nach dem Arzneimittelgesetz vertrieben. Durch steigende Nachfrage an Mineralwasser wurden in den Folgejahren weitere Brunnen erschlossen. 1999 wurde auf einer Grundstücksfläche von 44.600 Quadratmetern ein neues Logistikzentrum mit Verwaltungsbau erbaut. Heute (2019) fördert das Familienunternehmen seine Wässer aus acht Brunnen. 2018 wurde bei einer jährlichen Abfüllmenge von 120 Millionen Litern ein Umsatz von circa 48 Millionen Euro erwirtschaftet.

## Produkte
Die Hauptmarken des Unternehmens Ensinger Mineral-Heilquellen sind
- Ensinger Mineralwasser und Sport, ein Natürliches Mineralwasser,
- Schillerquelle, ein Heilwasser und
- Schorlen.

Das Mineralwasser wird auch mit den Marken „Ensinger Naturelle“ und „Gourmet“ vertrieben. Zudem werden Direktsaftschorlen, Erfrischungsgetränke, Vitamingetränke und Limonaden verkauft.

## Die Brunnen
Das Wasser, das zur Abfüllung des Heilwassers und Mineralwassers genutzt wird, stammt aus dem Gips-Keuper-Bereich der Ensinger Talsenke und wird aus Tiefen zwischen 45 und 100 Metern gefördert. Durch seinen Sickerungsprozess gewinnt es zahlreiche Mineralstoffe aus dem Gestein.
Zwei weitere Quellen sind die Naturelle und Gourmet Quellen, welche ein anderes Mineralwasser, mineralstoffärmer und milder im Geschmack, liefern.